# Quintus Caecilius Metellus Pius Scipio

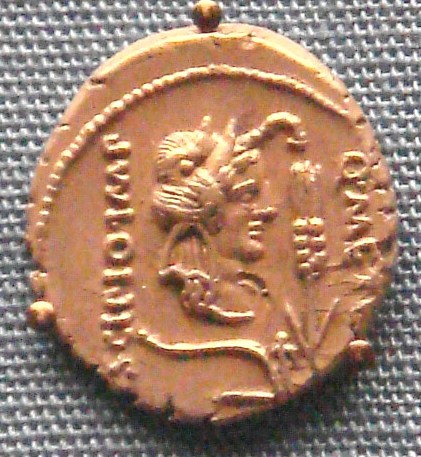
Denarius des Metellus Scipio

Quintus Caecilius Metellus Pius Scipio (* zwischen 100 und 98 v. Chr.; † 46 v. Chr. in Hippo Regius) war ein führender Politiker und militärischer Befehlshaber während der Endphase der römischen Republik. Er trug ursprünglich denselben Namen wie sein leiblicher Vater, Publius Cornelius Scipio Nasica, bis er von Quintus Caecilius Metellus Pius adoptiert wurde. Seine leibliche Mutter war Licinia, eine Tochter des Redners Lucius Licinius Crassus. Als Mitglied der Familie der Caecilii Metelli bzw. der Scipionen gehörte er der obersten Gesellschaftsschicht Roms an.

## Leben
Metellus Scipio, wie er auch genannt wird, trat im Jahr 70 v. Chr. erstmals in der Öffentlichkeit hervor, als er einer der Verteidiger war, die dem des Amtsmissbrauchs angeklagten ehemaligen Provinzstatthalter Verres gegen Cicero zur Seite standen. Im Jahr 63 v. Chr., während der Catilinarischen Verschwörung, warnte er den in diesem Jahr als Konsul amtierenden Cicero vor einem auf diesen geplanten Attentat; Cicero seinerseits verteidigte ihn 59 v. Chr., als er das Amt des Volkstribuns innehatte. Die eigentliche Ämterlaufbahn (cursus honorum) begann Metellus Scipio wahrscheinlich 57 v. Chr. als Ädil. 55 v. Chr. wurde er Prätor, 53 v. Chr. Interrex und 52 v. Chr. Konsul für die letzten fünf Monate des Jahres, nachdem Pompeius dieses Doppelamt zuerst allein innehatte. Im selben Jahr wurde er auch Schwiegervater des Pompeius, der seine Tochter Cornelia Metella heiratete und ihn zudem bei einem Prozess wegen Amtsmissbrauchs deckte. 
In der Phase kurz vor Ausbruch des Bürgerkriegs trat er deutlich in der Führungsriege der republikanischen Senatspartei des jüngeren Cato in Erscheinung, obwohl er auch einige Differenzen mit Cato selbst hatte (56 v. Chr. hatte er noch eine Invektive gegen diesen verfasst). 51/50 v. Chr. und insbesondere Anfang 49 v. Chr. agitierte er in entscheidender Weise gegen ein Nachgeben gegenüber Caesar und trug so zum Ausbruch des Bürgerkriegs bei. 49/48 v. Chr. übernahm er das Amt eines Prokonsuls für die Provinz Syria, wo er gegen die Parther kämpfte und als Imperator akklamiert wurde. Er marschierte sodann mit zwei Legionen zu Pompeius, um ihn im Bürgerkrieg gegen Caesar zu unterstützen. 
Bei Pharsalos stritt er sich mit Domitius Ahenobarbus und Lentulus Spinther um das Amt des Pontifex Maximus für die Zeit nach dem erwarteten Sieg gegen Caesar. Nach der verlorenen Schlacht von Pharsalos 48 v. Chr. gegen Caesar flüchtete er nach Nordafrika und übernahm den Oberbefehl über die Truppen des ermordeten Pompeius, wurde jedoch in der Schlacht bei Thapsus 46 v. Chr. von Caesar entscheidend geschlagen und beging bei Hippo Regius Selbstmord, als die Flotte des Publius Sittius seine Flucht verhinderte.